# 石原浩樹
石原 浩樹（いしはら ひろき、1月25日 -）は、日本の男性声優。愛知県出身。以前はオフィスもりに所属していた。

## 出演
太字はメインキャラクター。

### テレビアニメ
2005年
- うえきの法則（少年B、泥棒B 他）
- Canvas2 〜虹色のスケッチ〜（駅アナウンス、係員 他）

2010年
- 薄桜鬼（羅刹）
- 薄桜鬼 碧血録（若者）

### ゲーム
- 聖剣伝説4（レキウス[1]）

### 吹き替え
- WITHOUT A TRACE/FBI 失踪者を追え!（タイラー） #117